# Ettore Gasparini
Ettore Gasparini (Mantova, 6 settembre 1896 – ...) è stato un calciatore italiano, di ruolo attaccante.

## Carriera
Disputa 6 gare con il Mantova nel campionato di Prima Divisione 1922-1923.